# 旧邑站
舊邑站（韓語：구읍역）是朝鮮民主主義人民共和國平安南道价川市舊邑里的一個鐵路車站，属于朝阳煤矿线。

## 邻近车站
朝阳煤矿线
价川站 - 舊邑站 - 石間站